# Davao del Sur
Koordinaten: 6° 50′ N, 125° 15′ O
Davao del Sur ist eine Provinz auf den Philippinen. Sie liegt im Süden der Insel Mindanao und gehört politisch dem Bezirk XI, Davao-Region, an.
Die Hauptstadt der Provinz ist Digos, Davao City ist eine autonome kreisfreie Stadt und wird nur für statistische Zwecke der Provinz zugeordnet.

## Geographie
Die Provinz Davao del Sur zieht sich entlang des Golfes von Davao und der Sulawesi-See im Süden der Insel Mindanao, die Küstenlinie der Provinz hat eine Länge von 269 km.
Nördlich der Provinz liegt das Stadtgebiet von Davao City, im Westen grenzt sie an die Provinzen Cotabato, Sultan Kudarat und South Cotabato, im Süden an Sarangani und Davao Occidental.
Die Topographie der Provinz ist bis auf den Küstenstreifen und dem Gebiet um Digos City gebirgig und wird im Westen durch Hügelketten und hohe Bergzüge bestimmt. Die größten Flüsse von Davao del Sur sind der Padada-Mainit River im nordwestlichen Teil der Provinz, der Tagulayon-Sibulan River in der Gemeinde Sta. Cruz und der Digos River. Der vulkanische Gebirgszug des 2.954 Meter hohen Bergs Apo liegt im Nordwesten der Provinz. Im Süden der Provinz erhebt sich das hohe und sehr verklüftete Malalag-Gebirge, das sich bis an die Küstenlinie heranschiebt. Die Provinz bedeckt eine Fläche von 2.164 km².

## Demographie und Sprache
Nach der Volkszählung aus dem Jahr 2007 hat Davao del Sur eine Einwohnerzahl von 822.406, was die Provinz an die 8. Stelle der Bevölkerungsstatistik der Philippinen setzt.
Der Großteil der Bevölkerung von Davao del Sur, ca. 50,68 %, gehört der Volksgruppe Cebuano an, gefolgt von den Bisaya/Binisaya (9,75 %). Dahinter liegen die Volksgruppen der Tagakaolo (8,88 %), Bilaan (8,65 %), Manobo/Ate-Manobo (7,6 %), Boholano (2,19 %), Bagobo (1,9 %), Hiligaynon (1,69 %), Davaweño (1,33 %) und die Ilocano (1,3 %).
Die Hauptdialekte sind demzufolge Cebuano/Visayan und Tagalog. Daneben sind die einheimischen Sprachen B’laan, Bagobo, Manobo, Tagakaolo und Muslim in der Provinz vertreten.
Etwa 70 % der Bevölkerung ist römisch-katholisch, 10,34 % sind evangelisch und Moslems (2,72 %).

## Wirtschaft
Die Provinz lebt hauptsächlich von der Landwirtschaft und dem Fischfang. Mehrheitlich werden neben anderen hochwertigen Kulturpflanzen Mais, Maniok, Sojabohnen, Bananen, Mangos und Durian angebaut.
Die Fischgründe des Golfes von Davao sind reichhaltig und artenreich. Die Fischerei versorgt von den Küstenregionen aus die gesamte Provinz mit den Früchten des Meeres und den verschiedensten Speisefischen.
Der Tourismus ist ein weiterer großer wirtschaftlicher Faktor, der in seiner Bedeutung stark zunimmt.

## Verwaltungsgliederung
Davao del Sur ist politisch unterteilt in neun eigenständig verwaltete Gemeinden und eine Stadt. Die Gemeinden wiederum sind in insgesamt 232 Baranggays (Ortsteile) untergliedert.
Die Provinz bildet einen Kongress-Distrikt.

### Stadt
- Davao City, inoffiziell
- Digos

### Gemeinden
| - Bansalan - Hagonoy - Kiblawan - Magsaysay - Malalag | - Matanao - Padada - Santa Cruz - Sulop |

## Klima
Die Provinz wird charakterisiert durch kurze, aber ausgeprägte Trocken- und Regenperioden. Die durchschnittliche monatliche Regenmenge liegt bei 190,2 mm. Dabei sind die regenreichsten Monate der Juni, der Juli und der August, die trockensten der April und der Mai.
Die durchschnittliche Temperatur liegt zwischen 27,72 °C und 28,8 °C, bei einer relativen Luftfeuchtigkeit zwischen 78 % und 86 %. Die heißesten Monate sind der April und der Mai, während Juni und Juli die kühlsten Temperaturen aufweisen.
Die Provinz liegt außerhalb des Taifungürtels, der den Norden der Philippinen streift und ist deshalb von starken tropischen Stürmen weitgehend geschützt.

## Geschichte
Die frühen Einwohner der Provinz Davao, einer ehemals großen Provinz, die den gesamten Südosten von Mindanao eingenommen hatte, waren die Bagobo-Guianggas, die die Gegend am Fuße des Bergs Apo besiedelten. Daneben lebten die B’laans im Hagonoy Valley, die Manobos in Malita. Weitere einfache Volksgruppen verteilten sich über das riesige weiträumige Gebiet. Mit der zweiten Welle von Indonesiern kamen die Gruppe der Indigene Völker aus Südostasien auf die Insel.
Der spanische Einfluss setzte sich ab 1848 in der Region Davao durch, als eine Expedition unter der Führung von Don Jose Oyanguren das Gebiet erreichte, im Bestreben, die Siedlungen entlang der Mangrovensümpfe der heutigen Bolton Flussseite zu Christianisieren.
Davao wurde zu dieser Zeit von dem Moro Häuptling Datu Bago regiert, der an den Ufern des Davao Rivers lebte. Nachdem Oyanguren die Kämpfer von Datu Bago bezwungen hatte, gab er der Region den neuen Namen Nueva Guipozcoa, zu Ehren seiner spanischen Heimatstätte und machte sich zum ersten Gouverneur des Gebietes.
Einige Jahre nach der Ladung der amerikanischen Truppen um 1900, wuchsen privat geführte Farmen in dem Gebiet empor und der Transport- sowie die Kommunikationseinrichtungen wurden verbessert und ebneten den Weg für das wirtschaftliche Wachstum der Region.
Als am 1. März 1937 die Ortschaft Davao als Stadt beurkundet wurde, gehörte die gesamte Region noch zu ihrem Stadtgebiet. Erst am 8. Mai 1967 wurde mit dem Republic Act Nr. 4867 die Provinz Davao del Sur, zusammen mit den weiteren Provinzen Davao del Norte und Davao Oriental, aus dem Stadtgebiet herausgelöst und zu einer eigenen Provinz ernannt. Ihre Funktion nahm die Provinz offiziell am 1. Juli 1967 auf.
Die Provinz bestand damals aus zehn Gemeinden mit der Gemeinde Digos als Hauptsitz der Provinzverwaltung.
2013 wurde die Provinz Davao Occidental von Davao del Sur losgelöst.

## Sehenswürdigkeiten
- Der Berg Apo und der Mount Apo Natural Park
- Der Crocodile Park in Ma’a bei Davao City
- Das Philippine Eagle Research und Nature Center in Malagos
- Die Tudaya Falls in Sta. Cruz
- Die Perlenfarm an der Küste von Davao City